# 헨리 텐디
헨리 텐디(헨리 텐디, 영어: Henry Tandey)는 영국 육군의 군인이었다. 그는 제1차 세계대전에서 영국의 이등병으로서는 매우 유래없이 높은 명예를 얻은 군인이다. 그는 "Tandy"(텐디)라는 가족의 성을 받고서 태어났으나, 아버지와의 불화 이후로 성을 같은 발음이지만 글자가 다른 "Tandey"로 바꿔버린다. 그런 까닭에 몇 개의 육군기록들에서는 그의 이름의 철자가 서로 다르다.
그는 영국에서 활약한 군인으로서 외에도, 특히 "아돌프 히틀러"를 전투에서 생포해준 사건으로 매우 유명하다.

## 어린 시절
헨리 텐디는 영국 웨스트미들랜즈주 코번트리에서 전직 군인의 아들로 태어난다. 그는 호텔의 보일러 종업원 일을 할 때까지, 어린시절의 일부를 고아원에서 보낸다.

## 히틀러 사건
때는 1918년 9월 28일, 제1차 세계대전도 막바지에 접어들었던 무렵, 영국 대륙원정군의 웰링턴공작연대의 5대대는 프랑스의 마르콩(Marcoing)이란 마을을 독일로부터 탈환하기 위해서 공세를 펼치고 있었다.
그러나 영국군의 공격에 맞선 독일군의 방어는 만만치 않았다. 서부전선 전 전역에서 병사들의 머리를 참호속에 처박게 만들었던 중기관총이 이 조그만 마을에서도 예외없이 영국군에게 불을 뿜었고, 5대대는 그자리에서 움직이지 못하고 있었다. 만약 독일군에게 탄약만 충분하다면 영국군은 영원히 그자리에서 움직이지 못할것만 같았다.
부대원 대부분이 언제고 이렇게 있을 수는 없다는 생각은 했지만, 아무도 이를 행동으로 옮기지 못했을 때, 27살의 헨리 텐디 일병이 행동에 나섰다. 그는 포복으로 기관총진지 앞까지 전진해서 수류탄을 투척해 이를 파괴시켰다.
1개 대대를 묶어두었던 기관총진지가 한 병사의 손에 파괴되자, 영국군은 크게 고무되어 다시 공격에 나섰다. 당시 전장에는 독일군과 영국군 사이에 큰 구덩이가 있었는데, 영국군은 그위에 널빤지로 가교를 만들어 병력을 이동시켰다. 자연스럽게 이 가교는 독일군의 집중 공격의 대상이었고, 헨리와 그의 동료는 마지막 병력이 통과할 때까지 이 가교를 사수하는데 성공했다.
그날의 헨리의 무용담은 거기서 끝나지 않았다. 계속되던 난전속에 헨리는 그의 동료 8명과 함께 독일군에게 포위되고 말았다. 불과 8명의 숫자로는 당해내기 힘든 적 앞에서 헨리가 외쳤다.
"착검!"
그들은 아무리 봐도 무모해 보이는 돌격을 시도했고, 독일군의 의표를 찌르는데 성공했다. 헨리는 독일군의 포위를 뚫고 중대에 합류했고, 다시 독일군에게 반격을 가했다.
헨리가 중대원들과 함께 독일군을 몰아붙일 때, 그의 눈앞에 한 독일군 병사가 부상당한 모습으로 나타났다. 헨리는 총을 겨누었지만, 그는 그 병사에게 총을 쏘자 않었다.
"난 부상당한 사람을 쏘고 싶진 않았어요."
훗날 헨리의 말이다.
헨리가 쏘지 않자, 병사는 고개를 끄덕여 예를 표한 뒤 그곳을 벗어났다. 그병사는 오스트리아 출신이었고 전쟁이 벌어지기전에는 화가지망생이었다. 그 병사의 이름은 아돌프 히틀러였다.
이후 헨리는 마르콩 마을에서의 전투성과를 인정받아 빅토리아 훈장을 수여받있고, 그의 활약은 폴투니노 만타니아의 일러스트와 함께 신문에 실려 널리 알려졌다.히틀러 역시 신문에서 실린 헨리의 이야기를 읽고 스크랩해놓았다.
"그 일을 겪고나서 나는 그 어떤 운명같은 것을 느꼈다."
히틀러는 자신의 운명을 결정 지은 이 사내를 잊지 않았다. 1938년, 체임벌린이 뮌휀협정을 위해 그를 찾았을 때, 그는 자신이 겪었던 그날의 기억을 이야기하며, 그를 찾아 안부를 전해줄것을 부탁했다. 체임벌린은 히틀러의 부탁대로 영국으로 돌아온 뒤, 헨리에게 전화해
'그날 당시 살려준 인물은 현재 독일의 총통이며, 그가 당신에게 안부를 전해달라고 했다.'라며 전했다. 그리고 이후 히틀러는 이렇게 답장했다.
그 사람(헨리)은 나를 죽이기에 너무 가까운 위치에 있어 나는 앞으로 독일땅을 다시는 밟지 못할 것이라고 생각했다. 신은 영국 사내들이 나에게 철저하게 겨누고 있던 총들로부터 나를 구해내주었다.

헨리가 독일군병사의 신원을 확인한지 불과 1년뒤인 1939년, 독일군 병사는 폴란드를 침공해 전쟁을 일으키고, 헨리의 조국을 위협했다.
그는 아마 1918년 9월 28일 그순간에 방아쇠를 당기지 않은걸 후회했는지도 모른다.

## 같이 보기
- 제1차 세계대전
- 제2차 세계대전
- 아돌프 히틀러